# Болгарка (Раздельнянский район)
Первомайское (укр. Первомайське; до 2024 года — Первомайское) — село, относится к Раздельнянскому району Одесской области Украины.
Население по переписи 2001 года составляло 290 человек. Почтовый индекс — 66710. Телефонный код — 4860. Занимает площадь 0,6 км². Код КОАТУУ — 5125283007.

## Происхождение названия
В 1946 году Указом ПВС УССР село Ново-Болгарка Фрунзовского района переименовано в Первомайское.
Село было названо в честь праздника весны и труда Первомая, отмечаемого в различных странах 1 мая; в СССР он назывался Международным днём солидарности трудящихся.
На территории Украинской ССР имелись 50 населённых пунктов с названием Першотравневое и 27 — с названием Первомайское.
19 сентября 2024 года Верховная рада поддержала переименование села Первомайское в Болгарка, возвращая историческое название села. 26 сентября 2024 года переименование вступило в силу.

## Местный совет
66710, Одесская обл., Разделянский р-н, с. Марьяновка